# Čerčany
Čerčany (en allemand : Tschertschan) est une commune du district de Benešov, dans la région de Bohême-Centrale, en Tchéquie. Sa population s'élevait à 3 134 habitants en 2024.

## Géographie
Čerčany est arrosée par la rivière Sázava et se trouve à 8 km au nord de Benešov et à 40 km au sud-est de Prague.
La commune est limitée par Pyšely au nord-ouest, par Čtyřkoly au nord-est, par Lštění, Přestavlky u Čerčan à l'est, par Soběhrdy au sud, par Mrač au sud-ouest, et par Poříčí nad Sázavou et Nespeky à l'ouest.

## Histoire
La première mention écrite du village date de 1356, sous le nom de Černčany.

## Galerie
|  |  |